# Черна-Гора (Перникская область)
Черна-Гора (болг. Черна гора) — село в Болгарии. Находится в Перникской области, входит в общину Перник. Население составляет 341 человек.

## Политическая ситуация
В местном кметстве Черна-Гора, в состав которого входит Черна-Гора, должность кмета (старосты) исполняет Даниела Стефанова Боянова (коалиция в составе 4 партий: Демократы за сильную Болгарию (ДСБ), Демократическая партия Болгарии (ДП), Союз свободной демократии (ССД), Союз демократических сил (СДС)) по результатам выборов правления кметства.
Кмет (мэр) общины Перник — Росица Йорданова Янакиева (коалиция в составе 2 партий: Болгарская социал-демократия (БСД), Болгарская социалистическая партия (БСП)) по результатам выборов в правление общины.